# Keele River
Der Keele River ist ein linker Nebenfluss des Mackenzie River in den kanadischen Nordwest-Territorien.

## Flusslauf
Der Keele River entspringt etwa 25 km südlich vom Macmillan Pass, dem Endpunkt der Canol Road, in den Selwyn Mountains an der Grenze zum Yukon-Territorium. Der Fluss fließt in östlicher Richtung durch die Backbone Ranges und Canyon Ranges. Er nimmt von rechts den Natla River und später von links den Twitya River auf. Der Keele River durchfließt eine spärlich besiedelte Region der Mackenzie Mountains. Nach etwa 410 km erreicht der Fluss den Mackenzie River, 50 km südsüdöstlich von Tulita. 
Der Keele River ist ein Ziel für Wildwasserkanuten. Der Schwierigkeitsgrad der Stromschnellen variiert zwischen I und II mit wenigen Stellen der Klasse III. Der Keele River wird oft in Verbindung mit dem Nebenfluss Natla River befahren. Letzterer ist anspruchsvoller und weist Stromschnellen der Klassen III–IV auf.

## Hydrometrie
Oberhalb der Einmündung des Twitya River befindet sich bei Flusskilometer 236 ein Abflusspegel (⊙) am Keele River. Im folgenden Schaubild werden die mittleren monatlichen Abflüsse für die Messperiode 1995/2000 in m³/s dargestellt.